# Palmeta

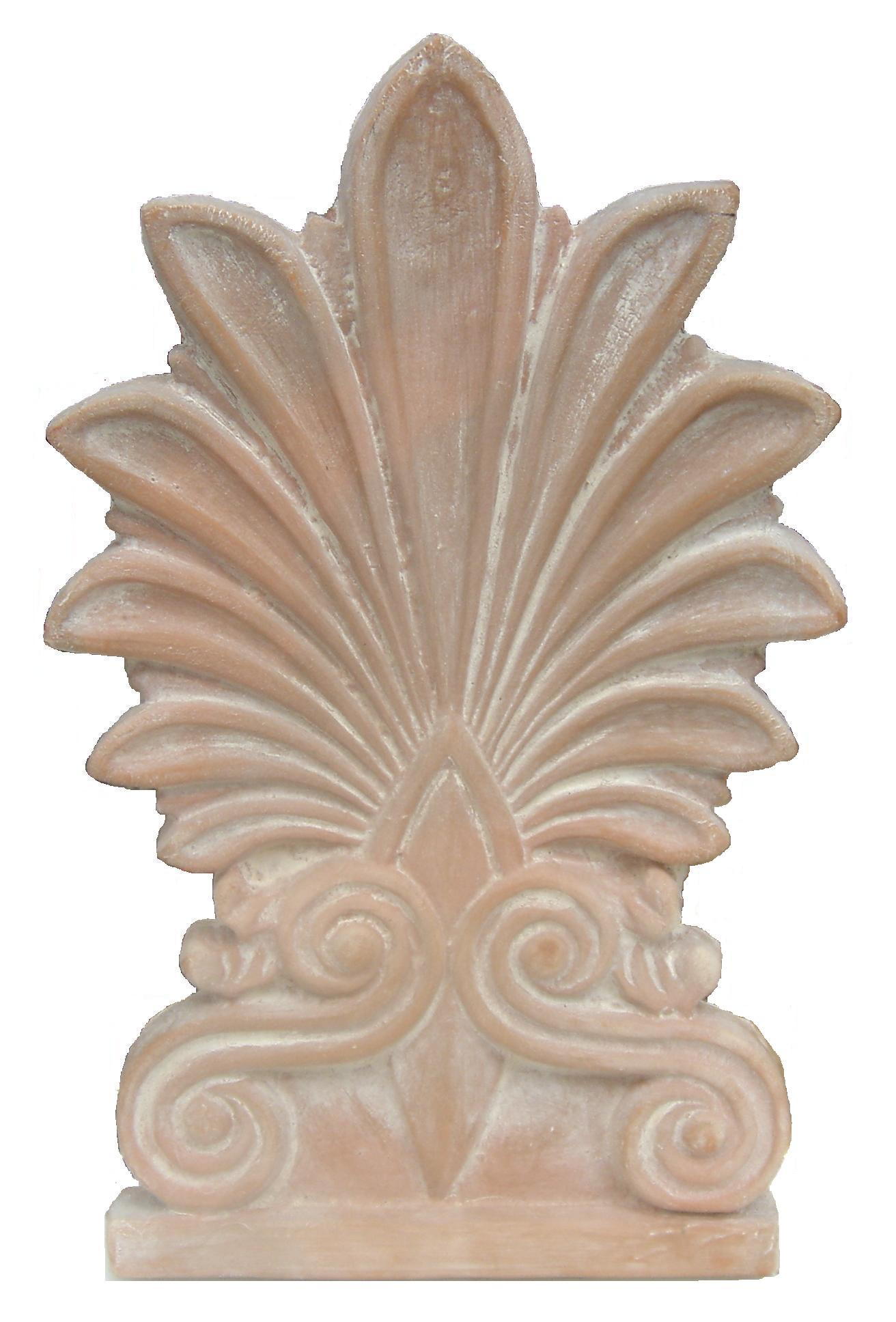
Antefija en forma de palmeta.

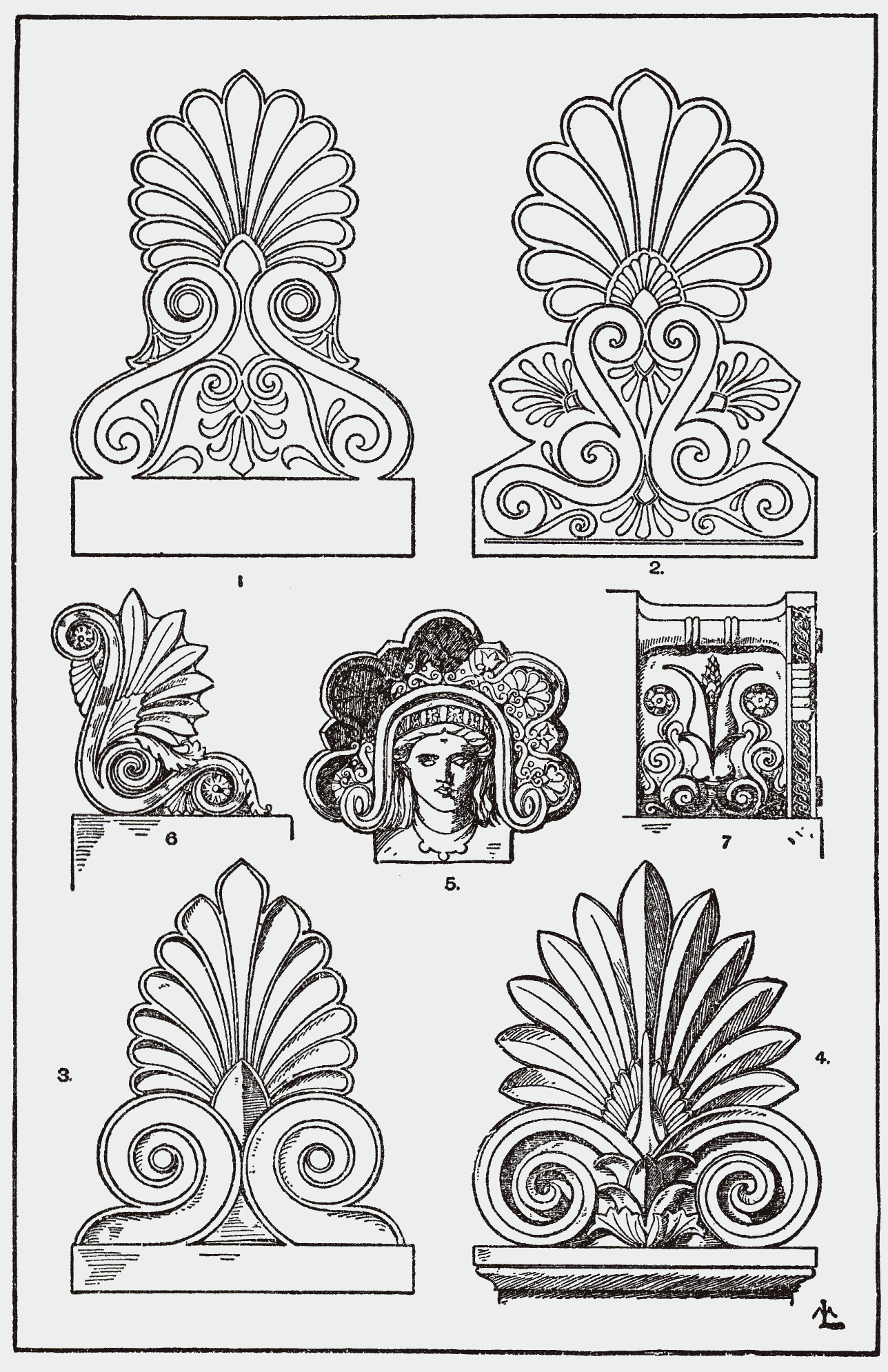
Motivos de palmeta de A handbook of Ornament de Franz Meyer (1898).

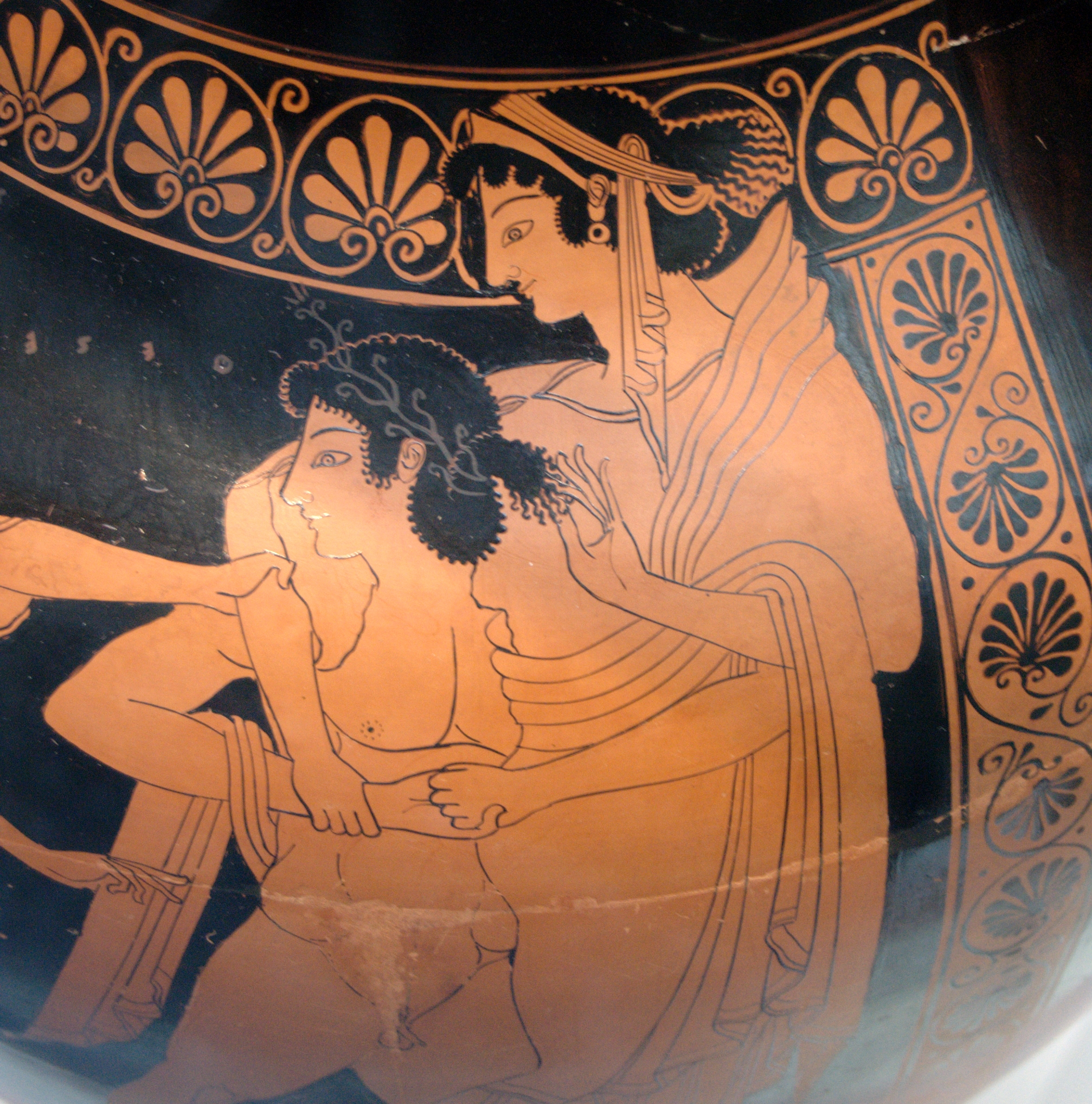
Dos bandas de palmetas (horizontal y vertical) en una vasija griega, c. 510 a. C. Staatliche Antikensammlungen.

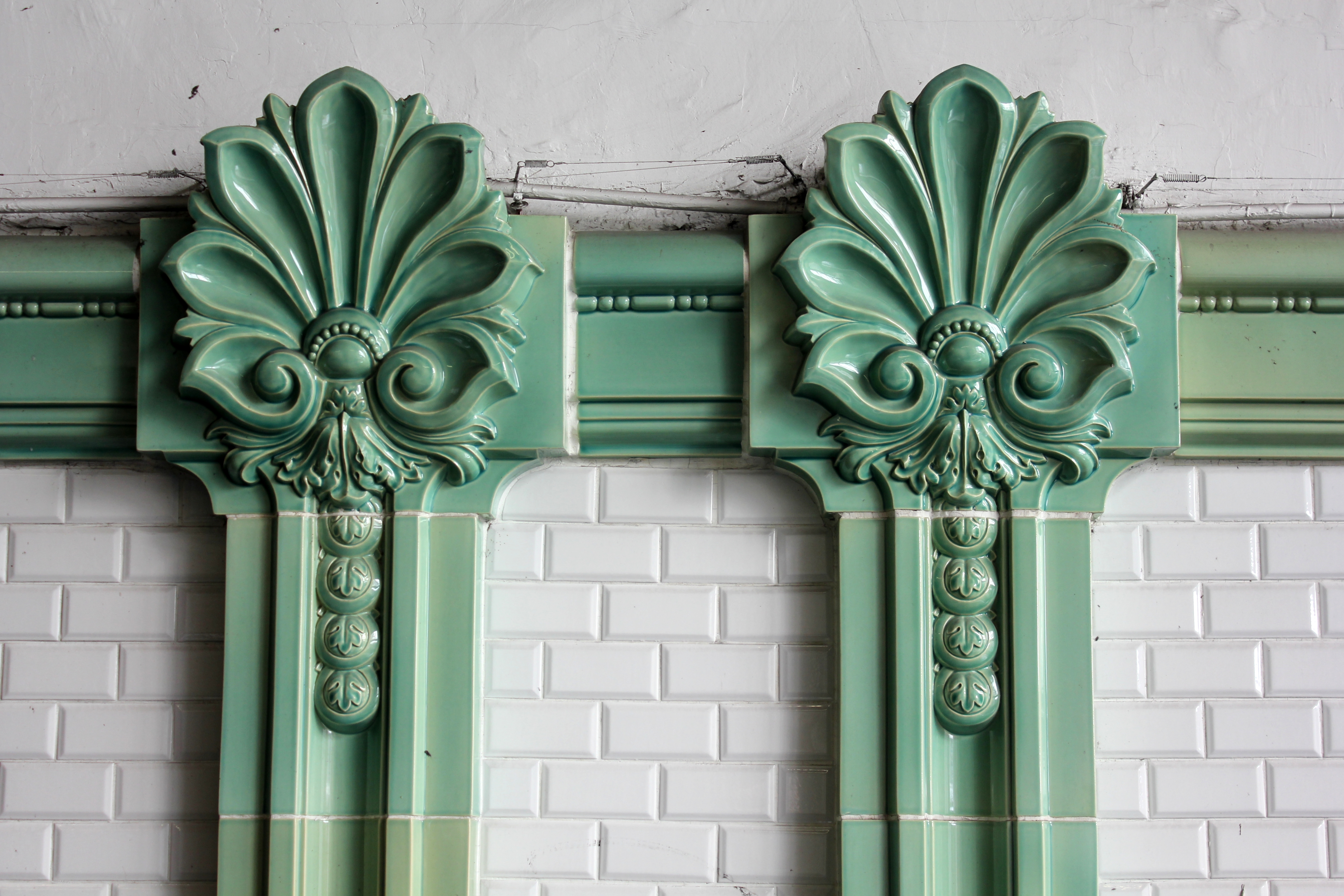
Palmetas de cerámica en la Estación de Gare d'Austerlitz (Metro de París).

La palmeta, palabra proveniente del Latín palma, es un motivo decorativo en forma de hoja de palmera estilizada.
Fue un motivo comúnmente empleado en la Antigua Grecia/Antigua Roma para decorar:
1. el frente de las antefijas
2. acrotera
3. parte superior de la estela o lápida vertical
4. el cuello de las columnas jónicas del Erecteion y su continuación como friso decorativo en las paredes del mismo
5. el cimacio de una cornisa.

En los usos griegos y romanos antiguos también se le conoce como anthemion (del griego: ανθέμιον, "flor"). Con frecuencia también se conoce como ornamento madreselva, por su parecido con esa planta. Sin embargo, el origen del motivo puede deberse en realidad a la flor del acanto. 
Las palmetas pueden adoptar diferentes formas: grandes (se dice "grasas") y lobuladas, o por el contrario, más afiladas, con un lóbulo o dos (palmeta bífida). 
La palmeta se suele combinar frecuentemente con el follaje: motivo en forma de ramas.

## Evolución
Probablemente, la palmeta se originó en el Antiguo Egipto y fue originalmente basada en las características de varias flores, incluyendo el papiro y el loto o lirio que representaban al Bajo y Alto Egipto y su fértil unión. Anteriormente, se asoció con la palmera. Desde los primeros tiempos hubo una fuerte asociación con el sol y es probable que sea una forma temprana de la aureola.
Entre las formas más antiguas de la palmeta en el Antiguo Egipto estaba una "roseta" o flor de loto parecida a las margaritas emergiendo de una 'V' de hojas o pétalos semejante al jeroglífico Ajet que representa la salida o la caída del sol en el punto en el que toca las dos montañas del horizonte - "muere", siendo' renacido y da vida a la tierra. Una segunda forma, al parecer como evolución de la anterior, fue una palmeta más plenamente desarrollada, similar a las formas encontradas en la Antigua Grecia.
La mayoría de las formas más antiguas de Egipto aparecerán más tarde en Creta, Mesopotamia, Asiria y Antigua Persia, incluyendo el loto estilo margarita y brotes vegetales]. La forma de la palmeta que aparece con más frecuencia en la cerámica griega, a menudo está entremezclada con escenas de hechos heroicos y el mismo motivo está envuelto por una línea en forma de hoja o capullo de loto. La línea exterior puede verse que ha evolucionado de un friso que alterna lotos y palmetas estilizados.
Esto anticipa la forma que a menudo toma, desde la escultura renacentista a las fuentes barrocas, de una venera, que se parece a la palmeta. Aquí la forma se asociaba con Venus o Neptuno y era típicamente flanqueada por un par de delfines o se convertía en un vehículo tirado por caballos de mar. Más tarde, esta línea exterior circular u ovalada llegó a ser un motivo por sí misma, formando una "C" abierta. Muchos muebles estilo barroco y rococó u ornamentos de estuco o de hierro forjado en puertas y balcones se componen de diversas combinaciones de palmetas.

## Arquitectura clásica

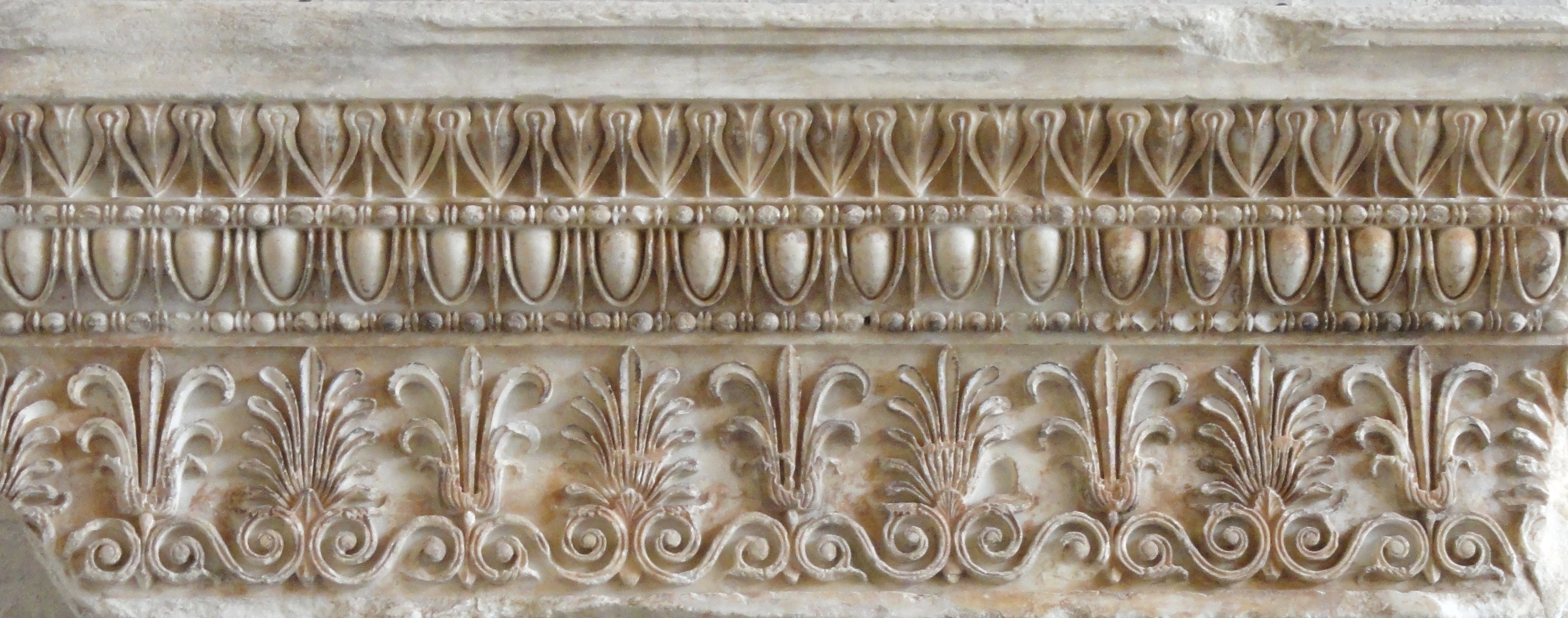
Friso jónico del Erecteión (Atenas), 421-406 a. C., ahora en la Gliptoteca de Múnich.

Como motivo ornamental de la arquitectura clásica, la palmeta y anthemion adoptan formas muy variadas. Normalmente, la parte superior del motivo consta de cinco o más hojas o pétalos que se abren en abanico rítmicamente hacia arriba desde una única fuente triangular o en forma de rombo en la base. En algunos casos cuelgan a ambos lados, por encima de la base y por debajo de las hojas inferiores, frutos parecidos a palmeras. La parte inferior está formada por un par simétrico de elegantes volutas en forma de "S" que se curvan hacia los lados y hacia abajo desde la base de las hojas. La parte superior recuerda el empuje del crecimiento de las hojas y las flores, mientras que las volutas de la parte inferior parecen sugerir tanto la aportación de energías fértiles como los frutos resultantes. A menudo se encuentra en el cuello del capitel de las columnas jónicas; sin embargo, en los capiteles de las columnas corintias adopta la forma de un "florón" o flor que se apoya en el ábaco (la losa superior) del capitel y brota de un par de volutas que, en algunas versiones, dan lugar a las elaboradas volutas y al ornamento de acanto del capitel.

## En arboricultura
La poda en palmeta se utiliza para obtener diferentes formas de espaldera.